# Salita in discesa
La definizione popolare di salita in discesa indica un'illusione ottica che avviene su alcune strade in pendenza, cioè lungo un tratto inclinato, per la quale l'influenza dell'attrazione gravitazionale sembrerebbe paradossalmente invertirsi.

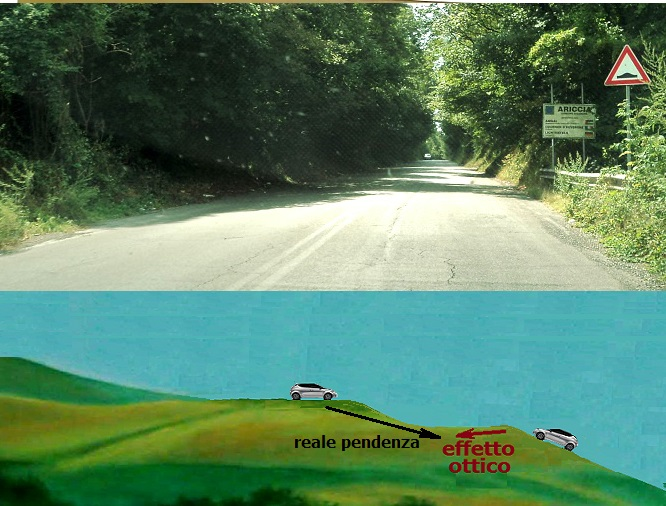
l'effetto "salita magica" ad Ariccia sulla SP218

## Spiegazione
Sono diverse le spiegazioni più o meno stravaganti che sono state avanzate per dare un senso logico al fenomeno, tra cui quella di una possibile alterazione locale del campo gravitazionale, la presenza di forti campi magnetici  oppure di forze ignote (vedi UFO) ecc.
La spiegazione scientifica identifica il fenomeno con un'illusione ottica: quella che appare come una salita è in realtà una leggera discesa. L'illusione è dovuta al fatto che la discesa è preceduta o seguita da un tratto effettivamente in forte salita che costituisce per l'osservatore un riferimento ingannevole, oppure da una particolare conformazione geografica di contorno che trae in inganno.
Nel caso di Ariccia il tratto anomalo è una piccola sezione in leggera discesa compresa in una lunga salita. Il fatto che la vista dell'orizzonte sia ostacolata, contribuisce ad eliminare ogni riferimento corretto e a favorire la percezione distorta della verticale.

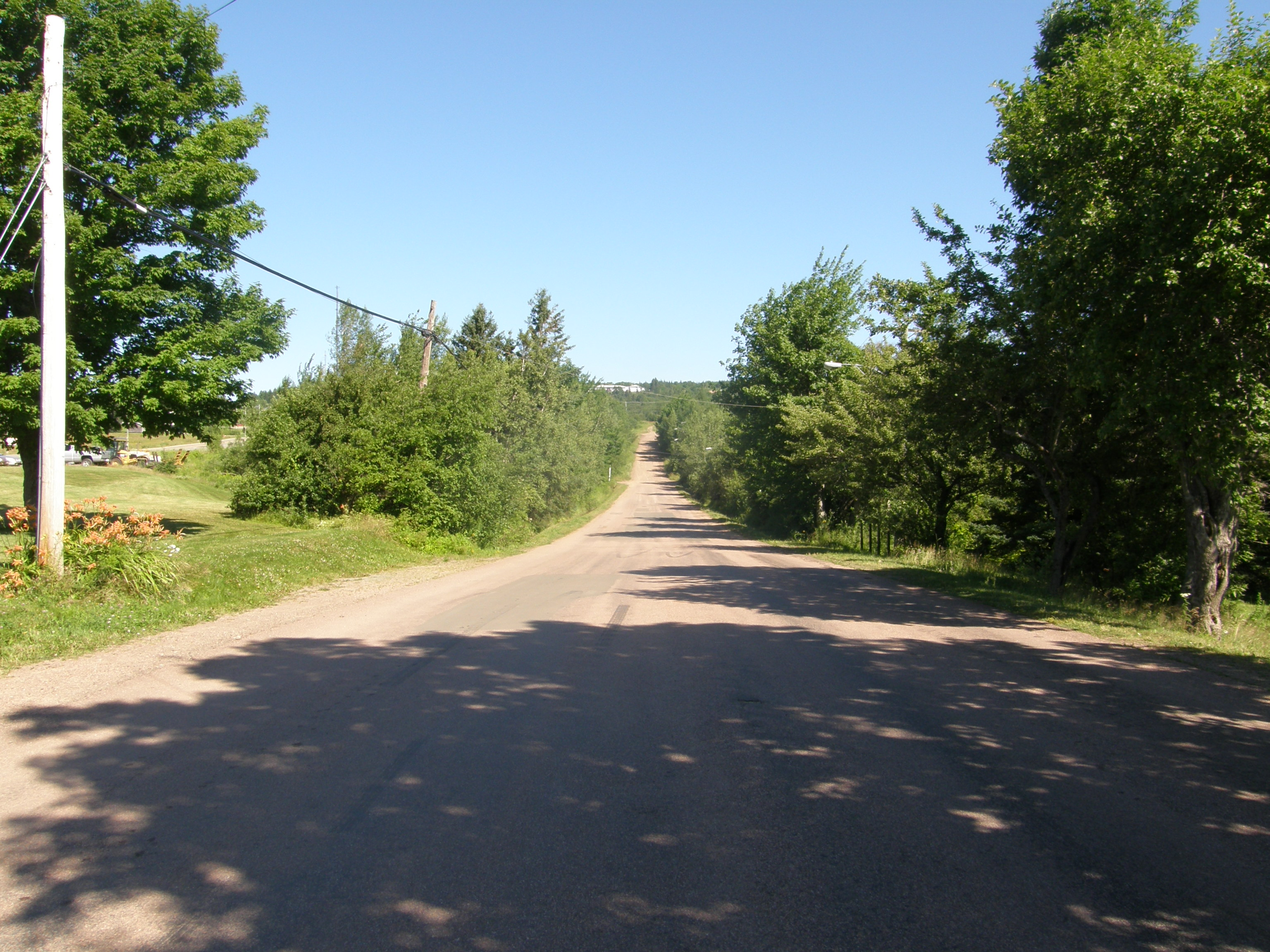
"Collina magnetica" a Moncton, Nuovo Brunswick

Il caso di Montagnaga presenta invece una strada (la S.P. dell'Altopiano di Piné) che risulta fortemente in salita per chi proviene dall'Altopiano e si dirige verso Pergine Valsugana. Da essa si dirama la strada che porta all'abitato di Montagnaga, il cui tratto iniziale è anch'esso in discesa, seppure leggerissima. 
L'occhio è ingannato dal confronto fra la pendenza (forte) della provinciale e la pendenza della via secondaria, tanto debole da farla sembrare diretta in senso contrario a quello reale. Anche in questo caso, trattandosi di una zona boschiva, la vista dell'orizzonte è ostacolata.
A livello di percezione umana, il concetto di salita è determinato dal confronto tra la direzione della forza di gravità (coincidente con l'asse testa-piedi per un uomo fermo in posizione eretta) e l'inclinazione del piano del terreno. Mentre la prima direzione è naturalmente determinata dalla sussistenza stessa della posizione eretta (un uomo può mantenere la posizione eretta solo se il suo asse coincide con la direzione della forza di gravità, a meno di un cono di inclinazione molto ristretta, determinato dal rapporto altezza/sezione dell'impronta a terra), la percezione dell'inclinazione del piano terreno è invece suscettibile di "effetti ottici", dato che è percepibile dall'uomo attraverso un suo senso, la vista.

## Esempi in Italia
Abruzzo

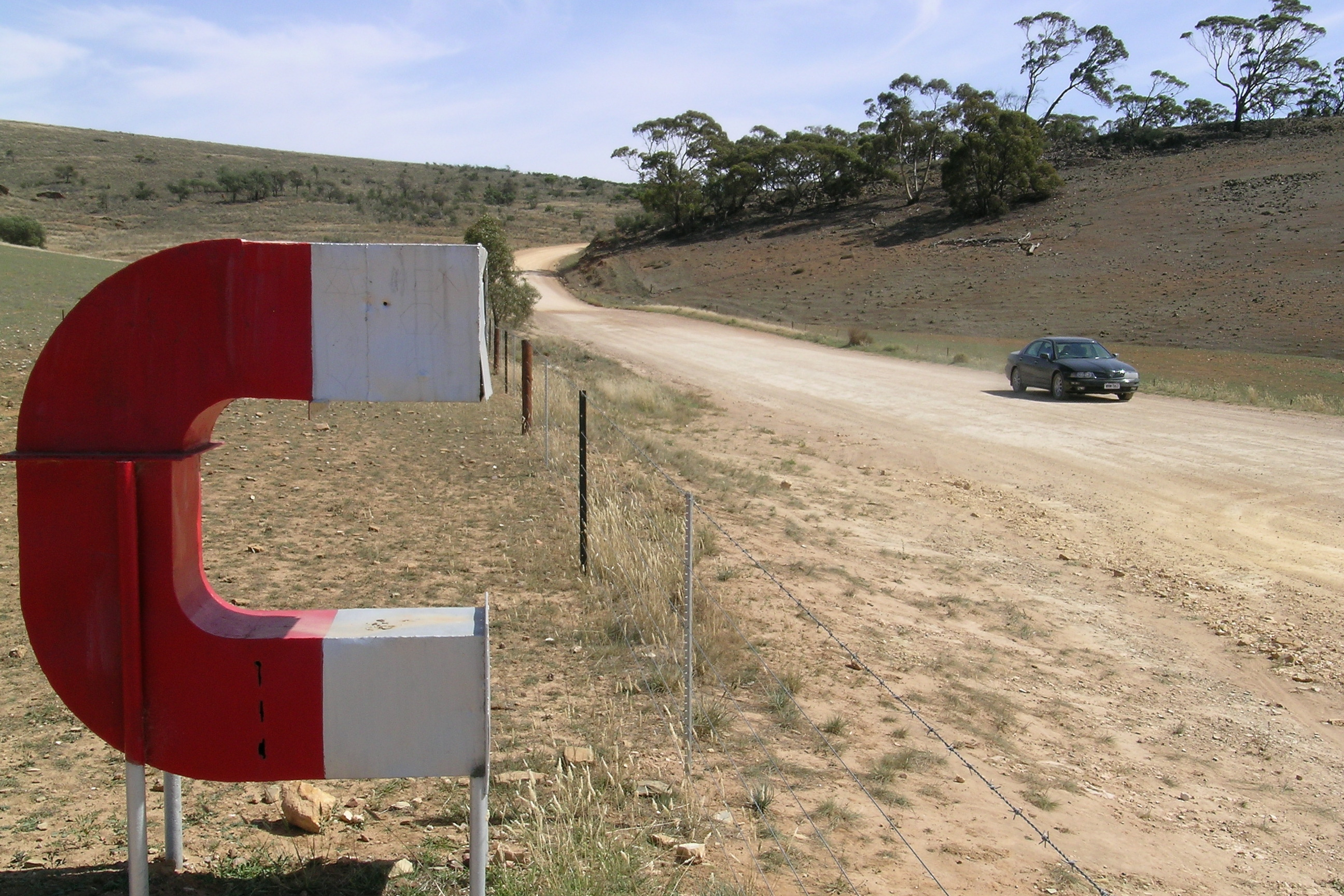
"Collina magnetica" a Orroro, Australia

- Presso Rosciolo dei Marsi (AQ) vicino Avezzano, sulla strada che porta alla chiesa di Santa Maria in Valle Porclaneta (42°12′05.43″N 13°34′02.067″E).[3]

Calabria
- A Lamezia Terme (CZ), sulla strada comunale Bella-Piano Luppino. In direzione Piano Luppino, nel tratto (più o meno) rettilineo prima della sorgente d'acqua.
- A Caronte, Lamezia Terme (CZ).

Campania
- In una strada chiusa a Sala Consilina, provincia di Salerno.
- Benevento, strada verso Pietrelcina. Questo luogo è conosciuto localmente come "Ponte Cacacipolla".

Lazio
- Lungo la statale 218, a 30 km a sud di Roma, tra Rocca di Papa e Ariccia (41°44′05″N 12°41′30″E).[4]
- Ad Alvito, in provincia di Frosinone.
- Nelle vicinanze di Pescosolido in provincia di Frosinone.

Piemonte
- A Roccabruna in provincia di Cuneo.[5]
- A Barengo (NO), in direzione Fara Novarese.

Puglia
- Sulla SP 39 tra Corato e Poggiorsini (provincia di Bari).[6]
- Sul Gargano, in provincia di Foggia, lungo la litoranea Vieste - Mattinata all'incirca al 26º chilometro della SP 53.
- Sulla statale che collega Taranto a Martina Franca.

Sardegna
- Arrivando dalla strada statale 131 Carlo Felice poco prima di Santu Lussurgiu (OR).
- Ad Alghero sulla strada per Villanova Monteleone (SS).

Sicilia

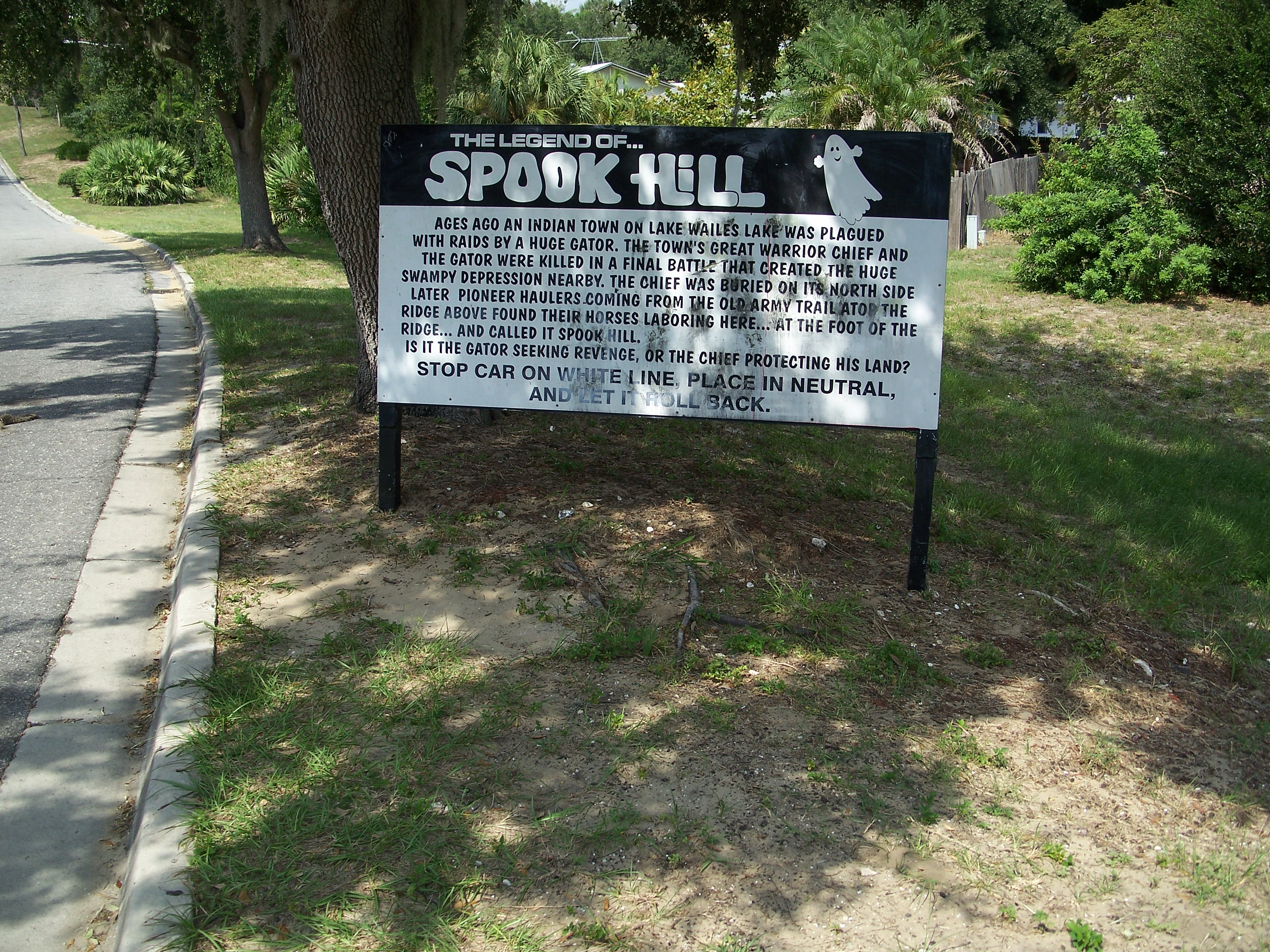
Cartello presso la "collina spettrale", Lake Wales, Florida

- Nella strada provinciale che collega Paternò a Schettino (CT)[7]

Toscana
- Lungo la strada che congiunge Filattiera a Caprio (MS), nell'alta Lunigiana.[8]

Trentino-Alto Adige
- Nella frazione Montagnaga di Baselga di Piné, in provincia di Trento (46°06′06.984″N 11°14′10.248″E).[9]

Umbria
- In provincia di Terni, all'uscita di San Gemini Nord, per chi va in direzione di Cesena.

Veneto
- Sulla strada che dalla SP 13 in località Provalo va verso la località Dosso, Comune di Sant'Anna d'Alfaedo (VR).